# Miloš Minić
Miloš Minić (v srbské cyrilici Милош Минић; 28. srpna 1914, Preljina u Čačaku, Srbsko – 5. září 2003, Bělehrad, Srbsko a Černá Hora) byl srbský a jugoslávský komunistický politik.
Minić vystudoval střední školu v Čačaku a poté studoval na Bělehradské univerzitě právo. Od roku 1935 byl členem tehdy ilegálního SKOJe a později i Komunistickés trany Jugoslávie. V obou organizacích zastával vysoké funkce. Zapojil se do boje za druhé světové války po boku partyzánů.
Po skončení války se stal nejvyšším státním zástupcem Srbska a vojenským státním zástupcem v Jugoslávské lidové armádě. Jeho největším procesem byl soud s Dragoljubem Mihailovićem. Později zastával několik funkcí v srbské a jugoslávské vládě. V letech 1972–1978 byl rovněž ministrem zahraničí. Za Jugoslávii podepsal Osimskou smlouvu o finálním vymezení hranic mezi SFRJ a Itálií. V roce 1990 se stáhl z veřejného života.